# Блакитное (Херсонская область)
Блакитное (укр. Блакитне) — село в Высокопольской поселковой общине Бериславского района Херсонской области Украины.
Почтовый индекс — 74023. Телефонный код — 5535. Код КОАТУУ — 6521855201.

## Население
Население по переписи 2001 года составляло 88 человек.

### Языковой состав
Родной язык населения по данным переписи 2001 года:
| Язык       | Численность, чел. | Доля     |
| ---------- | ----------------- | -------- |
| Украинский | 83                | 94,32 %  |
| Русский    | 4                 | 4,54 %   |
| Молдавский | 1                 | 1,14 %   |
| Итого      | 88                | 100,00 % |